# Elif Jale Yeşilırmak
Elif Jale Yeşilırmak –nascuda com Yúliya Guramiyevna Rekvava, en rus, Юлия Гурамиевна Реквава– (Smolensk, 30 de juliol de 1986) és una esportista turca d'origen rus que competeix en lluita estil lliure, guanyadora de dues medalles de bronze al Campionat Mundial de Lluita, en els anys 2014 i 2015, i dues medalles de bronze al Campionat Europeu de Lluita, en els anys 2009 i 2012.
Als Jocs Europeus de Bakú 2015 va obtenir la medalla de bronze en la categoria de 58 kg. Va participar en els Jocs Olímpics de Londres 2012, ocupant el 16è lloc en la categoria de 65 kg.

## Palmarès internacional
| Representant a Turquia |                           |         |              |
| Campionat Mundial      |                           |         |              |
| Any                    | Lloc                      | Medalla | Categoria    |
| 2014                   | Taskent ( Uzbekistan)     | 3       | Lliure 58 kg |
| 2015                   | Las Vegas ( Estats Units) | 3       | Lliure 58 kg |
| Jocs Europeus          |                           |         |              |
| Any                    | Lloc                      | Medalla | Categoria    |
| 2015                   | Bakú ( Azerbaidjan)       | 3       | Lliure 58 kg |
| Campionat Europeu      |                           |         |              |
| Any                    | Lloc                      | Medalla | Categoria    |
| 2012                   | Belgrad ( Sèrbia)         | 3       | Lliure 63 kg |
| Representant a Rússia  |                           |         |              |
| Campionat Europeu      |                           |         |              |
| Any                    | Lloc                      | Medalla | Categoria    |
| 2009                   | Vílnius ( Lituània)       | 3       | Lliure 59 kg |